# Бенима, Леви

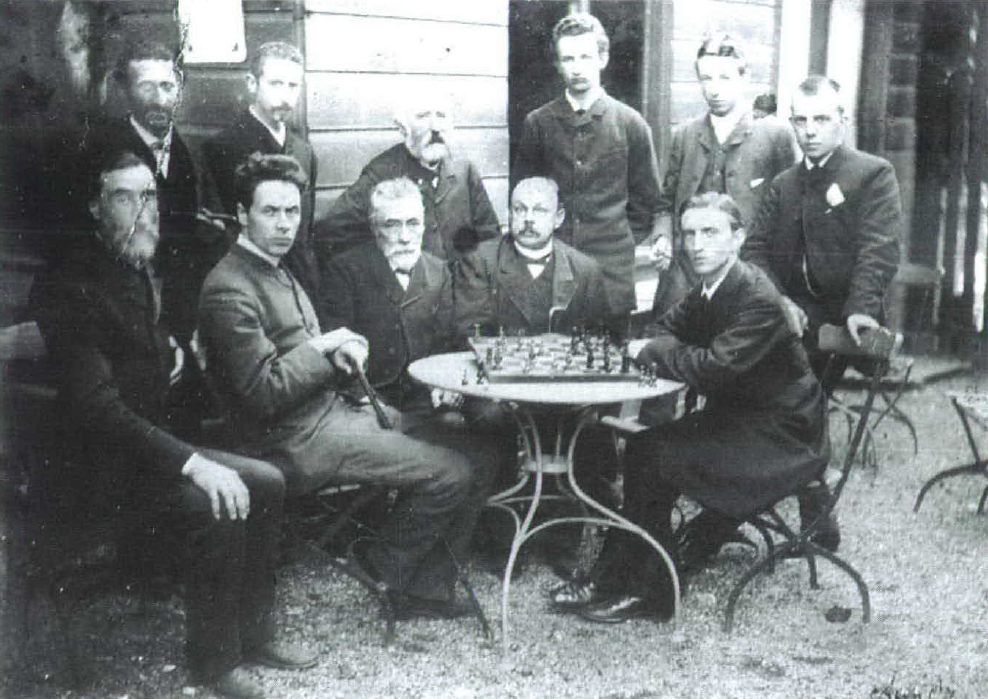
15-й турнир Нидерландского шахматного союза (1887 г.). Сидят (слева направо): Й. Пинедо, Р. Ломан, Тинхолт, Коте, Д. ван Форест. Стоят (слева направо): Л. Бенима, Сюлцхолц, Верарт, Й. Треслинг, А. Олланд, А. ван Форест

Леви Бенима (нидерл. Levi Benima, 11 мая 1838, Ниувесханс — 3 февраля 1922, Амстердам) — голландский шахматист еврейского происхождения. Двукратный неофициальный чемпион Нидерландов. Многократный призер неофициальных чемпионатов Нидерландов.
Занимался торговлей. Большую часть жизни прожил в Винсхотене. В 1874 г. участвовал в создании шахматного клуба «Ван дер Линде», одного из трех старейших шахматных клубов Нидерландов, которые продолжают функционировать.
Единственный голландский шахматист, имевший положительный счет с трехкратным неофициальным чемпионом страны Д. ван Форестом (+3-2=2).

## Семья
В 1866 году Бенима женился на Мейке Энгерс. Их сын Фредерик Бенима (нидерл. Frederik Benima, 14 марта 1874 — 1 мая 1923) также стал достаточно известным шахматистом. Он участвовал в побочном турнире шахматного конгресса в Бармене (1905 г.).

## Вклад в теорию дебютов
С именем Л. Бенимы в западной шахматной литературе связывают вариант, находящийся на стыке шотландского гамбита и венгерской партии: 1. e4 e5 2. Кf3 Кc6 3. d4 ed 4. Сc4 Сe7 или 1. e4 e5 2. Кf3 Кc6 3. Сc4 Сe7 4. d4 ed, хотя так играл еще И. Левенталь в 1856 г.

## Спортивные результаты
| Год  | Город     | Соревнование                                   | + | − | = | Результат | Место |
| ---- | --------- | ---------------------------------------------- | - | - | - | --------- | ----- |
| 1877 | Гаага     | 5-й турнир Нидерландской шахматной ассоциации  |   |   |   |           | 2     |
| 1878 | Амстердам | 6-й турнир Нидерландской шахматной ассоциации  |   |   |   |           | [ 6 ] |
| 1880 | Гауда     | 8-й турнир Нидерландской шахматной ассоциации  |   |   |   |           | 3—4   |
| 1881 | Гаага     | 9-й турнир Нидерландской шахматной ассоциации  |   |   |   |           | 1     |
| 1882 | Гаага     | 10-й турнир Нидерландской шахматной ассоциации |   |   |   |           | 3     |
| 1883 | Роттердам | 11-й турнир Нидерландской шахматной ассоциации |   |   |   |           | 1     |
|      | Лондон    | Международный турнир (побочный турнир)         |   |   |   | 10½ из 25 | 18—19 |
| 1884 | Гауда     | 12-й турнир Нидерландской шахматной ассоциации | 4 | 4 | 2 | 5 из 10   | 3     |
| 1885 | Гаага     | 13-й турнир Нидерландской шахматной ассоциации |   |   |   |           | 3     |
| 1886 | Утрехт    | 14-й турнир Нидерландской шахматной ассоциации | 3 | 1 | 2 | 4 из 6    | 2—3   |
| 1887 | Амстердам | 15-й турнир Нидерландской шахматной ассоциации | 1 | 5 | 3 | 2½ из 9   | 9     |
| 1888 | Роттердам | 16-й турнир Нидерландской шахматной ассоциации |   |   |   |           | 5     |
| 1893 | Гронинген | 21-й турнир Нидерландской шахматной ассоциации |   |   |   |           | 4—5   |
| 1894 | Роттердам | 22-й турнир Нидерландской шахматной ассоциации |   |   |   |           | 3—4   |
| 1896 | Гронинген | Турнир голландских шахматистов                 |   |   |   |           | 3     |
| 1898 | Гаага     | 26-й турнир Нидерландской шахматной ассоциации |   |   |   |           | 11    |